# Glocom
Global Communications 즉 줄여서 Glocom은 조선민주주의인민공화국의 방위 기업 및 팹리스 반도체 기업으로 특히 군사용 프로그램 설계 및 반도체 설계를 맡고 있다.
특히 SPARC International에서 공개한 SPARC 마이크로프로세서를 설계하고 있고 그리하여 현재 이 기업은 유엔 제재에 관련된 문항에 포함이 되어 있으며 이의 프로그램 설계와 특히 팹리스 반도체 기업으로 통하여 얻어진 수입으로 자체 자산을 마련하고 있다.

## 개요
Glocom은 조선민주주의인민공화국의 방위 기업 및 팹리스 반도체 기업으로 특히 군사용 프로그램 설계 및 반도체 설계를 맡고 있으며 특히 슈퍼컴퓨터 개발을 하여 해외에 판촉행사를 벌이고 있으며 이를 바탕으로 마이크로프로세서와 소프트웨어를 개발하여 판매하여 수익사업을 벌이고 있다.
특히 군수산업용 무기를 개발하여 해외에 판촉행사를 벌이고 있으며 실제 판매를 위하여 지휘통제용 무기를 판매를 하려는 정황이 포착이 되었다.
국가과학원에서 생산한 슈퍼컴퓨터를 바탕으로 해외에 판매하려고 하였으며 특히 이를 Glocom 사이트에 공개하여 논란이 일고 있다.

## 평가

### 전자 공업의 비약적 발전
김정일과 김정은은 현재 반도체 장비를 자신의 예금에 맞게끔 들여오고 있으며 특히 리철호가 사업하는 기계 공장과 89호 집적회로 공장, 그리고 평양 집적회로 시험 공장에도 들여왔을 것으로 알려져 충격을 주고 있다.
더군다나 제프리 루이스 박사는 리철호가 사업하는 기계 공장을 특정하여 반도체 생산을 중점적으로 하고 있다고 밝혔으며 특히 실제로도 조선중앙TV로도 입증이 되어 보여주었다.
현재 제프리 루이스 박사와 오경섭 연구원은 리철호가 사업하는 기계 공장과 더불어 89호 집적회로 공장에도 반도체 설비가 그것도 최신으로 있을 것으로 알려져 있다.
조선민주주의인민공화국은 삼성전자가 개발한 수준인 20nm급 저전력 LP형 HKMG 개발에도 성공하여 김정은 명의로 축하문을 111호 마스크 제작소에 전해주었다는 것을 밝혔으며 이를 로동신문이 보도하였다.
그리고 SoC 개발에도 2019년 성공하였다고 조선중앙통신과 내나라에도 보도하여 엄청난 충격을 주고 있고 특히 대서특필 되어 나타나고 있다. 그만큼 현재 전자공업이 군수용 장비를 개발하는데 투자를 아끼지 않고 있다.

### 파운드리 공정으로 인한 자체 수익 사업
2000년대부터 김정일은 독립채산제로 인한 자체 수익 사업을 권장하며 방위산업이든 일반 산업이든 자체 수익 사업으로 통한 30% 계획 초과 생산분으로 시장가격에 판매가 가능하도록 세부계획지표를 조정을 지시하였고 이때 7.1 경제개혁조치에서 발표가 되어 2004년에 공식적으로 중앙공업에도 적용이 되었다.
특히 평양 집적회로 공장과 평양 집적회로 시험 공장, 리철호가 사업하는 기계 공장, 89호 집적회로 공장과 팹리스 사업으로 111호 마스크 제작소와 Glocom 등 많은 제작 사업을 벌이고 있으며 이때 반도체 사업으로 65nm 공정과 45nm 공정, 20nm 공정을 완료하고 팹리스는 111호 마스크 제작소 혹은 Glocom을 통하여 수주를 받은 다음 파운드리로 평양 집적회로 시험 공장이나 혹은 리철호가 사업하는 기계 공장에 작업을 하여 하청을 받는 형식으로 운영하고 있다.
이때 무역회사로 주선을 받으며 이때 TSMC나 혹은 삼성전자로 수주가 실패할 때 차선책으로 권유를 받고 수주를 받고 있으며 이때 수익 사업을 자체적으로 벌이고 있다.
특히 독립채산제로 인하여 더욱 그 경쟁 상대가 치열하여 할인 가격으로 맞서고 있으며 특히 내부적으로도 경쟁 관계에 있다.

## 논란과 의혹

### 조선민주주의인민공화국 정찰 총국 결탁설
인민무력부 정찰총국와 결탁하여 현재 무역회사를 설립하여 운영을 하고 있고 특히 팬 시스템즈에 운영할 것이라는 설이 있다.
특히 SPARC 마이크로프로세서 설계와 특히 ARM 마이크로프로세서 설계로 인하여 현재 군수용 장비로 납품을 하고 있으며 이를 Glocom 사이트에서 입증을 하고 있다.
현재 조선민주주의인민공화국은 김정은의 입김이 가장 세게 불고 있는 돈줄 가운데에 하나일 것이며 특히 팹리스 반도체 기업으로써 특히 111호 마스크 제작소와 함께 2인자로 다루고 있으며 특히 만경대 정보 기술사에서도 팹리스 사업을 하고 있다.

### 팹리스 반도체 사업 시작
현재 Glocom은 현재 팹리스 반도체의 일환으로 작용을 하고 있으며 이를 파운드리하기 위하여 현재 FPGA 생산을 비롯하여 특히 ASIC 생산에도 적극 나서고 있다.
특히 자체 자산을 마련하기 위하여 현재 이 마이크로프로세서 설계를 바탕으로 특히 리철호가 사업하는 기계 공장이나 혹은 평양 집적회로 시험 공장을 통하여 파운드리를 받아 군수품을 생산하여 납품할 수 있을 정도로 알려져 있다.
그리고 현재 팹리스 뿐만이 아니라 현재 C4I 프로그램이나 혹은 경호 프로그램 같은 것도 설계하여 현재 제작하여 판매 하고 있음을 확인이 되고 있으며 현재 무역 회사의 공장은 평양에 있을 것으로 알려져 있으며 이를 지사나 혹은 사업소가 말레이시아나 혹은 싱가포르에 거주하고 있다.

### 유엔 안전 보장 이사회 위반
2017년 조선민주주의인민공화국은 이러한 위반에 결국 유엔에서는 제재가 확실히 들어오게 되었고 이를 바탕으로 보고서가 나왔다.
그리고 현재 말레이시아의 사업소는 현재 문을 닫은 것으로 알려져 있으며 지금 말레이시아에서는 철수를 하였으며 그러나 아직 Glocom이라는 무역회사는 아직 사이트가 있는 것으로 보아하니 지금도 하고 있을 것으로 알려져 있다.
현재 조선민주주의인민공화국의 팹리스 기업은 111호 마스크 제작소와 Glocom과 특히 진달래 휴대폰 공장이 있다.

### 조선 부강 무역회사와 백송 무역회사로 통한 소프트웨어 혹은 하드웨어 거래[12]
조선민주주의인민공화국은 백송 무역회사를 통한 국가과학원 전용 무역회사를 통하여 소프트웨어 혹은 마이크로프로세서와 팹리스 사업을 통한 거래를 하고 있다고 포항공대 박찬모 교수께서 직접 증언을 하였으며 특히 이것으로 통한 자체 수익사업을 벌이고 있다.
특히 백송 무역회사뿐만 아니라 룡봉총회사를 통한 조선부강무역회사는 리철호가 사업하는 기계 공장과 89호 집적회로 공장을 소유하고 있으며 비로봉 무역회사는 Glocom을 소유하고 있다.
그만큼 현재 무역회사를 통한 소프트웨어나 하드웨어 즉 마이크로프로세서를 거래하고 있다는 정황이 포착이 되고 있다.